# Красногорск (Сахалинская область)
Красного́рск — село (с 1947 по 2002 — город районного значения Красногорск) в Томаринском городском округе Сахалинской области. Население — 2128 чел. на 2021 год.

## География
Село расположено на берегу Татарского пролива, в 72 км к северу от города Томари, в 170 км от Южно-Сахалинска и в 150 км к юго-востоку от города Советская Гавань (на противоположном берегу пролива).
Находится в месте слияния рек Красногорки, Айнской, морского залива Фур и впадающей в него рек Чёрной и Боровой, которые через короткую протоку Рудановского выходят в Татарский пролив.
Бо́льшая часть села находится на узких песчаных косах между морем и реками Чёрной и Айнской, текущими навстречу друг другу. Ширина кос составляет 150—300 метров. От ближайших к берегу домов до места, до которого доходят волны в шторм, менее 10 метров.
Северная граница Красногорска — исток реки Айнской из одноимённого озера Айнского.
Южная граница — озеро Малое (озёра Первое и Второе, связанные узким протоком между собой). Протяжённость поселения с севера на юг составляет более 7 километров.
На территории села находятся:
1. Озёра: Айнское, Бакланье, Лебяжье, Пригородное (Колхозное), Малое (Первое и Второе), Лесное (Третье) и старица Красногорская (район «Мордовский»).
2. Морской залив Фур.
3. Протока Рудановского.

### Флора и фауна
В районе Красногорска произрастают хвойные: пихта, ель, сосна, лиственница. Имеются лесопитомники в районе села Северное.
Травы, такие как медвежья дудка и лопух, достигают высоты 2 м. Ведётся заготовка папоротника (орляка, осмунды, страусиного пера) и лесных ягод (брусники, голубики, красники).
В диком виде встречается шампиньон сахалинский (катателазма вздутая). Песчаные дюны на берегу моря застланы шиповником. Севернее села расположен Красногорский тисовый лес.
В окрестностях села гнездятся орлан-белохвост, лебедь, утка-мандаринка, и другие птицы, в целях охраны птиц на Айнском озере создан Красногорский заказник.
В реках и прибрежных водах встречается таймень сахалинский, мелкочешуйная краснопёрка-угай, крупночешуйная краснопёрка-угай, сима, горбуша, кета, кунджа, сельдь, мойва (местное название — уёк), мальма, малоротая корюшка. В Айнском озере нерестится рыба-лапша. Для охраны рыбных ресурсов запрещён проход на моторных лодках в период нереста по реке Айнской.

### Климат
На климат Красногорска оказывает влияние северная часть тёплого Цусимского течения и большое количество озёр и рек вокруг села. В отличие от находящегося в 70 км севернее города Углегорска, море в районе Красногорска не замерзает, только в сильные морозы и после снегопадов покрывается шугой на небольшое расстояние от берега. Летом вода в море прогревается к десятым числам июля.
Зима снежная, первый снег выпадает в октябре и сходит в апреле, лёд на реках с ноября по март, на озёрах с ноября по конец апреля. Весна поздняя и туманная.
- Среднегодовая температура воздуха — 3,5 °C
- Относительная влажность воздуха — 70,4 %
- Средняя скорость ветра — 5,4 м/с

| Среднесуточная температура воздуха в Красногорске по данным NASA | Среднесуточная температура воздуха в Красногорске по данным NASA | Среднесуточная температура воздуха в Красногорске по данным NASA | Среднесуточная температура воздуха в Красногорске по данным NASA | Среднесуточная температура воздуха в Красногорске по данным NASA | Среднесуточная температура воздуха в Красногорске по данным NASA | Среднесуточная температура воздуха в Красногорске по данным NASA | Среднесуточная температура воздуха в Красногорске по данным NASA | Среднесуточная температура воздуха в Красногорске по данным NASA | Среднесуточная температура воздуха в Красногорске по данным NASA | Среднесуточная температура воздуха в Красногорске по данным NASA | Среднесуточная температура воздуха в Красногорске по данным NASA | Среднесуточная температура воздуха в Красногорске по данным NASA |
| Янв                                                              | Фев                                                              | Мар                                                              | Апр                                                              | Май                                                              | Июн                                                              | Июл                                                              | Авг                                                              | Сен                                                              | Окт                                                              | Ноя                                                              | Дек                                                              | Год                                                              |
| −8,1 °C                                                          | −6,7 °C                                                          | −3,6 °C                                                          | 1,2 °C                                                           | 5,2 °C                                                           | 10,1 °C                                                          | 15,2 °C                                                          | 16,4 °C                                                          | 13,7 °C                                                          | 6,9 °C                                                           | −0,7 °C                                                          | −7,4 °C                                                          | 3,5 °C                                                           |
| ---------------------------------------------------------------- | ---------------------------------------------------------------- | ---------------------------------------------------------------- | ---------------------------------------------------------------- | ---------------------------------------------------------------- | ---------------------------------------------------------------- | ---------------------------------------------------------------- | ---------------------------------------------------------------- | ---------------------------------------------------------------- | ---------------------------------------------------------------- | ---------------------------------------------------------------- | ---------------------------------------------------------------- | ---------------------------------------------------------------- |

### Часовой пояс
В настоящее время, с 2015 года, Красногорск, как и весь остров Сахалин, находится в часовом поясе, обозначаемом по международному стандарту как Magadan Time Zone. Смещение относительно UTC составляет +11:00 Относительно Московского времени часовой пояс имеет постоянное смещение +8:00 часов и обозначается в России соответственно как MSK+8.

## История

### Период от древности до середины XIX века
Археологические данные говорят, что поселения древних предшественников айнов — народа тончи существовали в районе озера Айнского ещё до переселения сюда айнов, бежавших на Сахалин от японцев.
Уже в XIX веке находилось айнское поселение Райтиска, о котором свидетельствуют в своих путевых заметках как русские, так и японские исследователи Сахалина. У этого исторического названия, устойчиво закрепившегося в обиходе местного населения, имеются варианты — Райтиси, Райциска, Райтишки, Трайциско, Трайциска, Раитсиска, Райциська, Райтиська, Трайтиська. Буквальное значение: «жилище (селение) мёртвых», происходит от слов рай, трай — «смерть», «умирать», и тяси, часи — «дом», «жилище», — связанное с археологическими памятниками в близлежащей местности между морем и оз. Айнским, которое в прошлом было соимённым с селением.
Это поселение древних айнов было одним из крупных и постоянных на острове.
Кроме этого, существовали также и другие поселения айнов на реках района Красногорска — одно из них располагалось в среднем течении реки Красногорка.
Сахалин в позднее средневековье — с XV века, назывался японцами Кита-Эдзо, что переводится как Северный Хоккайдо (Кита — север и Эдзо — Хоккайдо). Но японские поселения временного характера появились на острове только во второй половине XVIII века. В основном они возникали для рыбной ловли или для торговли с жителями Сахалина — айнами. Одно из таких временных поселений возникло и напротив айнского Райтиска, на противоположном берегу реки Айнской (тогда Трайска).

### Период с середины XIX века по 1905 год
В результате деятельности Г. И. Невельского началось действия по исследованию Сахалина. Так, зимой 1854 года состоялся ряд экспедиций Н. В. Рудановского, описавшего район нынешнего Красногорска и составившего подробную карту местности.
Первым русским, собравшим подробные сведения об озере Айнском, был поручик Д. И. Орлов. В 1853 году в районе селения Усиро (Орлово) он установил российский флаг и начал двигаться на юг Сахалина по западному побережью. От проводника айна он узнал, что южнее мыса Ламанон есть примечательная речка Трайска, вытекающая из одноимённого озера. В селении Райтиска (Райтиси) поручик Д. И. Орлов установил крест о принадлежности данной территории Российской империи.
Во избежание прямого военного столкновения между Японией и Россией, последняя послала в 1854 году дипломатическую миссию адмирала Е. В. Путятина, по результатам деятельности которой в 1855 году был заключён Симодский трактат между обеими сторонами. По Симодскому трактату Сахалин признавался совместным российско-японским владением.
В период совместного (русско-японского) владения островом Райтиска стала местом пребывания японского наместника на Сахалине. Именно там же, на противоположном берегу реки Айнской, в священной тисовой роще был сооружен главный синтоистский храм острова, посвящённый богу войны Хатиману. Знаменитый японский исследователь Мацуура Такэсиро во время своей экспедиции на Южный Сахалин в 1856 году преподнёс в дар храму свой меч.
С 1857 года в селении Райтиска обработку рыбы со всего юга Сахалина вёл японский рыбопромышленник Мацукава Бенносукэ. Но отсутствие постоянного японского населения и его малочисленность на Сахалине заставила его в 1864 году свернуть свою деятельность
В соответствии с условиями Петербургского договора 1875 года остров Сахалин переходил в полное владение России, Япония получала все Курильские острова. Японские подданные на Сахалине выселялись на о. Хоккайдо.
В этот недолгий период российского владения полностью Сахалином на месте будущего Красногорска кроме айнского поселения Райтиска существовали только временные, в рыболовецкую путину, поселения рыбаков промышленника Бирича. Так, по данным переписи 1897 года, в которой участвовал в качестве официального лица А. П. Чехов, в селении Райтиска было два дома, в которых жили 15 человек. В основном это были айны и работники рыболовных промыслов Х. П. Бирича. Село Райтиска входило в состав Корсаковского округа Сахалинского отдела Российской империи.
На заключительном этапе русско-японской войны 1904—1905 гг. в районе Райтиска военные действия против японцев вела добровольческая дружина Х. П. Бирича, организованная из ссыльнокаторжных. Крупный рыбопромышленник Х. П. Бирич, имея свой промысловый флот и используя его в качестве крейсеров, 10 апреля 1905 года захватил японскую шхуну «Дайсан-Каэцу-мару» с 63 японцами.

### Период японского владения Южным Сахалином (с 1905 по сентябрь 1945 года)
По итогам русско-японской войны 1904—-1905 годов территория нынешнего Красногорска отошла во владение Японии. Название айнского поселения Райтиска японцы упростили до более удобного для себя Райтиси.
Кроме Райтиси были основаны новые населённые пункты на территории нынешнего Красногорска — так например с 1907 года, появилось постоянное поселение рыбаков на полуострове между заливом Фур, протокой Рудановского и берегом Татарского пролива Японского моря.
В июне 1913 года появилась опытная лесостанция филиала Хоккайдского Императорского Университета — «Хокудай Энсюрин Дзигё» (北大演習林事業), вдоль западного берега залива Фур, в 1 километре от протоки Рудановского.
Все прежние и новые поселения в районе Красногорска получили общее наименование Михама-мура (三浜村) — (яп. «село Три Побережья» или «Трёхбережное»).
Позднее, 1 апреля 1938 года, Михама-мура была переименована и стала административным центром одноимённого городского муниципалитета (округа) — Тиннай.

### Советский период истории (1945—1991)
В августе 1945 года без боя (в отличие от упорных боёв японских сил самообороны за город Эсутору) вошёл в состав Южно-Сахалинской области Хабаровского края РСФСР Советского Союза.
В период с сентября 1945 по 18 ноября 1947 года в советских документах населённый пункт был записан как Чиннай, вошедшее впоследствии в ряд энциклопедий СССР и России.
После перехода под советский контроль японцы сумели совершить ряд диверсий. В частности, сумели затопить шахту № 7 (попытки её откачки и ввода в строй в советское время безуспешно предпринимались в 1947—1949 гг.). Также за ряд диверсий был арестован японец Ямада, член военизированного формирования (отрядов «Боэйтай»), который после проведения национализации в г. Чиннай (Углегорского (Эсуторского) района) совершил поджоги склада с рисом, гостиницы и склада Сахалинлесдрева. Ямада был арестован, осужден и приговорен военным трибуналом к высшей мере наказания.
Все остальные хозяйственные объекты функционировали нормально, японский персонал постепенно заменялся русским, прибывшим по вербовкам с Европейской части РСФСР, Украины и Белоруссии, и корейским по вербовке с Северной Кореи. Часть корейского населения, изъявившая желание покинуть Южный Сахалин, была переселена в КНДР.
После выселения (депортации на свою исконную родину) японского населения в течение лета 1947 года все географические объекты Южного Сахалина получили современные русские названия, а 18 ноября 1947 года, по постановлению Совета Министров СССР, аналогично многим городам Южного Сахалина был переименован и Красногорск. Название городу было дано по имени горы Красной, находящейся между будущим населённым пунктом Лопатино и самим Красногорском, так как в японский период и в советское время до 1954 года посёлок Лопатино входил в состав Красногорска.
С 7 января 1950 до 1 февраля 1963 года — центр Красногорского района.
В советское время разрабатывалось несколько шахт, Вторая и Четвёртая — в посёлке Лопатино (выделен из состава г. Красногорска в самостоятельный посёлок в 1954 г.), Десятая — в посёлке Северное, Седьмая на южной окраине за селом Заречное не функционировала. Все шахты были связаны системой узкоколейных железных дорог, некоторые участки которой просуществовали до 70-х годов XX века. При 7 и 10 шахте, ещё в японский период, были построены электростанции. Электростанция в селе Северное (ЦЭС-10) проработала на японском оборудовании до 1979 года, и была взорвана в 1982 году. При взрыве не удалось взорвать трубу и она до сих пор стоит среди обломков. Японское здание электростанции на 7 шахте стоит до сих пор, не функционировало, позднее на её базе была создана кислородная станция Красногорского морского торгового порта.
В начале 90-х годов XX века в городе работали промышленные предприятия — леспромхоз, лесхоз, морской торговый порт с судоремонтными мастерскими, лесотарный завод (производство деревянной тары и бочек), предприятие электрических сетей. Функционировали отдел внутренних дел, больница и поликлиника, горкомхоз, библиотека взрослая и детская, городской дом культуры, ведомственные дома культуры, дом быта, ветеринарная станция, санэпидемстанция, кинотеатр, восьмилетняя и вечерняя школы, средняя школа с интернатом для детей из отдалённых посёлков (Айнского, Лопатино, Белинского, Парусного), городской и ведомственные детские сады. В Заречном (пригород Красногорска) действовало отделение совхоза «Томаринский» (выращивание овощей и картофеля, молочное животноводство). Торговое обслуживание населения осуществлялось ОРСом леспромхоза и рыбкопом.

### Российский период с 1991 г. по 2000 г.
Действовавший с 1992 года Красногорский леспромхоз прекратил существование в 1997 году, одновременно с распадом «Сахалинлеспрома», в состав которого он входил. Уничтожение леспромхоза привело к угнетению или полному уничтожению ряда смежных предприятий города Красногорска.
Красногорский морской торговый порт, строивший ранее основную деятельность на вывозе древесины и лесотары, стал заниматься коммерческим каботажем не только на Сахалине, но и на всём юге Дальнего Востока, так как имел в своём распоряжении ряд маломерных самоходных плашкоутов типа СРП и СПП. Объём судостроения и судоремонта на судоремонтных мастерских в порту резко упал, и их деятельность полностью прекратилась в середине 1990-х годов.
Красногорский лесотарный завод прекратил существование одновременно с ликвидацией леспромхоза в 1997 году.
В 1994 году было прекращено транспортное сообщение по городу, а также междугородние перевозки до города Томари и железнодорожной станции Ильинск.
В связи с оттоком населения в южные районы Дальнего Востока России — Южно-Сахалинск, Приморье, Хабаровск и в европейскую территорию России, Белоруссии и Украины резко упала численность населения. В связи с этим, а также в связи с ликвидацией ряда предприятий города были закрыты ведомственные дома культуры, городской дом культуры, дом быта, ветеринарная станция, санэпидемстанция, кинотеатр, восьмилетняя школа и ведомственные детские сады.
В селе Заречном (пригород Красногорска) было ликвидировано отделение совхоза «Томаринский», а земли разделены на паи между рабочими отделения совхоза.
Было ликвидировано организованное торговое обслуживание населения, которое осуществлялось ОРСом леспромхоза и рыбкопом. Рыбкоп в 1995 году был распущен, принадлежавшие ему склады и магазины проданы. ОРС Красногорского леспромхоза прекратил своё существование одновременно с ликвидацией головного предприятия.
В области образования вечерняя школа была объединена со средней школой. Интернат для детей из отдалённых посёлков (Айнского, Лопатино, Белинского, Парусного) был ликвидирован.
Стабильно функционировали предприятие электрических сетей, отдел внутренних дел, больница и поликлиника, горкомхоз, библиотека взрослая и детская.

## Население
| 1897  | 1925  | 1935  | 1941    | 1959  | 1970  | 1979  |
| ----- | ----- | ----- | ------- | ----- | ----- | ----- |
| 15    | ↗1540 | ↗3218 | ↗15 430 | ↘8592 | ↘6969 | ↘5868 |
| 1989  | 2002  | 2010  | 2013    | 2021  |       |       |
| ↘5502 | ↘3611 | ↘2969 | ↘2751   | ↘2128 |       |       |

## Развитие села (с 2001 г.)
В настоящее время в селе действуют лесхоз, занимающийся лесоохраной и лесовосстановлением. В селе также находится подстанция Западных электрических сетей.
Отдел МВД был ликвидирован в ходе реорганизации. Действуют также библиотека, клуб, средняя школа и два детских сада. Больница была преобразована в участковую поликлинику со стационаром Томаринской районной больницы.
ЗАО «Совхоз Заречное» основано в 1995 году в пригородном одноимённом селе Заречное под городом Красногорском. На сегодняшний день предприятие входит в пятерку крупнейших сельхозпроизводителей Сахалинской области. На предприятии работает коллектив в 200 человек и оно является практически единственным работодателем для жителей Красногорска.
«Совхоз Заречное» имеет поголовье крупного рогатого скота мясного и молочного направления более 1200 голов. Стадо имеет статус племенного. На землях предприятия культивируются картофель, капуста, свекла, морковь, кабачки, редис, зеленные культуры. Построен цех по выпуску молочной продукции — творог, ряженка, кефир, сметана, сливочное масло, десерты, йогурты, молоко, сливки..
В связи с реорганизацией ЗАО «Совхоз Заречное» преобразовано в ОАО «Красногорская заимка». В 2014 году открыт большой тепличный комплекс ОАО «Красногорская заимка» в Красногорске. В нём ежегодно выращивается до 700 тонн томатов и огурцов.

## Образование
В Красногорске работают средняя школа — обучение детей из Красногорска и сёл Парусное, Белинское, Айнское (Дачное), Заречное; доставка детей осуществляется школьными автобусами, спортивная школа (беговые лыжи, биатлон), детский дом и детский приют.

## Средства массовой информации

### Пресса
В селе распространялась газета «Рассвет», которая являлась официальным органом администрации Томаринского района и Томаринского городского округа.
Газета «Рассвет» начала издаваться в марте 1948 года, её первое официальное название — «Заря». В 1962 году издание было прекращено в связи с образованием Красногорского промышленного района и переездом газеты в г. Красногорск. Издание газеты возобновлено с 1 июня 1965 года под наименованием «Заря коммунизма». В советское время являлась официальным органом Томаринского райкома КПСС. Переименована в газету «Рассвет» в конце 1989 года. 27 февраля 2009 года вышел её последний номер. В настоящее время ликвидирована, решением ликвидационной комиссии от 31 марта 2013 года..
С 2005 года в Томари издаётся газета «Вести Томари». С 2008 года является официальным органом администрации Томаринского городского округа.

### Радиовещание
В селе можно принимать передачи шести радиостанций — Радио Маяк, Радио России, Восток России, Авторадио, Радио Шансон, и Европа Плюс.

### Телевидение
В селе в 2012 году началось тестовое вещание цифрового эфирного телевидения. С 27 января 2014 года вещает первый мультиплекс, с марта 2014 года до середины лета был также доступен второй мультиплекс. Есть возможность подключения кабельного, спутникового — (ТВК: 51, частота приема: 714 МГц) и интерактивного телевидения от Ростелекома.

### Интернет
В селе действуют две компании по предоставлению интернет-трафика — Ростелеком и Транстелеком (ТТК).
В селе и Томаринском городском округе есть свои информационные интернет-порталы:
- сайт администрации МО Томаринского городского округа[68]
- сайт Центра детского творчества с. Красногорск Сахалинской области[69]
- сайт государственного казённого учреждения для детей-сирот и детей, оставшихся без попечения родителей «Красногорский детский дом» Томаринского городского округа Сахалинской области[70]
- сайт МБДОУ детский сад № 4 «Теремок» с. Красногорск[71]
- сайт МБДОУ детский сад № 4 «Теремок» с. Красногорск[72]
- сайт МБОУ средняя общеобразовательная школа с. Красногорск[56]
- сайт отделения почты России с. Красногорск Сахалинской области[73]

## Религия

### Православие
В селе имеется деревянный Храм в честь Иерусалимской иконы Божией Матери.
Православный приход в городе Красногорске (ныне одноименное село) был образован в 1997 году. Первоначально было выделено помещение в детском саду, значительная часть которого пустовала из-за резкого оттока населения. Силами прихожан был воздвигнут храм из дерева на центральной улице К. Маркса. С 2011 года храм является подворьем Санаксарского Богородице-Рождественского мужского монастыря.

### Синтоизм
Во второй половине XIX в. в айнском поселении Райтиска существовала резиденция представителя японского правительства, на территории которой находился один из первых синтоистских храмов Карафуто, посвящённый синтоистскому богу войны Хатиману. Храм располагался в месте истока реки Айнской из одноимённого озера Айнского, на мысу, в тисовой роще. В 1856 году, во время своей экспедиции на Южный Сахалин, Мацуура Такэсиро, происходивший из знатной самурайской семьи, преподнёс в дар храму свой меч.
За рекой Тиннай-гава — императорский синтоистский храм Тиннай дзиндзя, посвященный богине Аматэрасу Оомиками, богине-прародительнице императорского дома, покровительнице Японии. В июле 1939 года прихожане и компании «Годо Бунэ Кабусики Кайся» и «Сасаи Гуми» преподнесли храму в подарок изящные каменные фонари, изготовленные в городе Нихонмацу префектуры Фукусима мастером-каменотёсом Окадэ Ёсаку. Один из этих фонарей сохранился до наших дней во дворе дома по улице Победа села Красногорск. В ноябре 2018 года пропал с места установки.
В 1924 году в селении Кэньусинайхоро (Лопатино), позднее входившем в состав сельского муниципалитета Михама-мура, открылся синтоистский храм Кэньусинайхоро дзиндзя.
В 1926 году в деревне Моэмбиси (пос. Северный), позднее входившей в состав сельского муниципалитета Михама-мура, открылся синтоистский храм Моэмбиси дзиндзя.
Храмы действовали до репатриации японцев в 1946 году. В настоящее время не существуют.

### Буддизм
В первой половине XIX века в центре Михама-мура, между улицами Ханадори и Намиханадори, в месте впадения реки Тиннай-гава (Красногорка) в залив Фур, был построен буддистский храм Дзёдо с сокровищницей (1939 г.), где почиталось учение Будды Амида (санскритское имя — Амитабха). Основными его прихожанами были наёмные рабочие-корейцы, частично и часть японского населения.
В храме проповедовал священник Такэути вплоть до 1947 года. Храм обслуживал помимо японского населения и корейских переселенцев.
При храме имелся свой крематорий для сжигания тел усопших (по буддийским традициям), куда свозили тела усопших со всего муниципалитета Тиннай.
Храм прекратил своё существование в 1947 году с окончанием репатриации японцев на свою исконную родину, в силу того, что последний священник был японцем по национальности.

## Транспортное сообщение

### Автомобильный транспорт[80]
Через Красногорск проходит трасса регионального значения Р490.
На юг — до Томари дорога поддерживается в хорошем состоянии, на север — до Углегорска дорога похуже. Также зимой на трассе (от Ильинское до Томари) может быть лавиноопасно, так как трасса пролегает вдоль сопок.
Для автомобилистов в селе есть АЗС и частная автомастерская.
Ближайшие города по трассе регионального значения Р490:
- 140 км Томари
- 146 км Неводское
- 160 км Пензенское
- 161 км  на Черемшанку
- 171 км Ильинское  на Арсентьевку выезд на Р487
- 202 км Белинское
- 211 км Парусное
- 221 км Красногорск  на Лопатино
- 243 км Айнское
- перевал Озадачливый
- 288 км Медвежье
- 294 км  на Краснополье
- 303 км Никольское
- 311 км Ольховха
- 316 км Углегорск

Ближайшие города от Красногорска — через Арсентьевку, по трассе регионального значения Р487:
- 0 км — Южно-Сахалинск
- 13 км — выезд из Южно-Сахалинска
- 20 км — Березняки
- 25 км — Старорусское
- 32 км — Сокол
- 43 км — Долинск —  на Быков
- 51 км — Стародубское
- 68 км — Советское
- 87 км — Фирсово
- 109 км — Взморье
- 118 км — Арсентьевка  на Ильинское выезд на Р490
- 133 км — Тихое
- 142 км — Цапко
- 154 км — Пугачёво
- 171 км — Восточное
- 181 км — Заозёрное
- 195 км — Гребенское
- 205 км — Поречье
- 211 км — Макаров

### Железнодорожный транспорт
Железная дорога до Тиннай (нынешний Красногорск) из Куусинай (Ильинска) планировалась и была построена полностью ещё во время управления Южным Сахалином Японией, но в конце войны (1944—1945 гг.) все рельсы с дороги были сняты и направлены на ремонт железнодорожной сети самой метрополии, серьёзно пострадавшей от постоянных бомбардировок американской авиации. Данная железная дорога была предназначена для вывоза угля в действующие порты юга Сахалина — Маока.
Красногорск имеет прямое сообщение с городами Южно-Сахалинск и Томари. До Южно-Сахалинска из села можно добраться пригородным поездом (автобусом до ближайшей Ж/Д станции — Ильинск и потом на поезде) или частным маршрутным такси.
В 1970-х и в конце 2000-х велось проектирование железнодорожной магистрали Углегорск — Ильинск, которая должна пройти и через Красногорск. Однако реальное строительство начато не было.

## Список улиц[30][85]
| - Вокзальная; - Волжская; - переулок Волжский; - Восточная; - Донская; - Железнодорожная; | - Заводская; - Заречная; - Калинина; - Карла Маркса; - Кирова; - переулок Короткий; | - площадь Ленина; - Лесная; - Лермонтова; - Морская; - Набережная; - Некрасова; | - Низовая; - Новая; - Озёрная; - Пионерская; - Победы; - Подгорная; | - Промышленная; - Пушкина; - Рабочая; - Сахалинская; - Северная; - переулок Станционный; | - Стрелковая; - Угольная; - Ушакова; - Чехова; - переулок Южный; |

## Планировка
Протяжённость села с севера на юг составляет более 7 километров и вследствие этого жилой фонд Красногорска неизбежно распадался на ряд отдельных микрорайонов, разделяемых между собой реками, озёрами и территориями промышленных предприятий.
Красногорск неофициально состоит из нескольких микрорайонов — «Центр», «Северный», «Райтиси», «Лесотарный», «Мордовский», «Рабочий», «Заречный», «Хлебозавод», «Порт» и «Автоколонна» (он же «8-ми летняя школа») .
- Центр — в микрорайоне находятся все экстренные службы, больница и поликлиника, почтамт, Администрация, детский сад, магазины, средняя школа и автомастерская. До середины 2000-х в микрорайоне действовали воинская часть пограничных войск и судоремонтные мастерские Красногорского морского торгового порта. Основные улицы: пл. Ленина и ул. Карла Маркса, Набережная, Некрасова, Новая.
- Северный — во времена Карафуто в районе велась активная добыча угля и производилась электроэнергия для нужд всего Красногорска (Михама-мура, Тиннай) и даже действовала узкоколейная Ж/Д, связывающая эту часть Красногорска с районом «Автоколонна», по которой уголь транспортировался на причалы для погрузки на суда. Район состоял преимущественно из частного сектора и дачных участков, находился на северо-восточной окраине села, по дороге на город Углегорск.
- Райтиси — микрорайон состоял только из частного сектора. Находился по обоим берегам реки Айнской, от её истока из озера Айнского. В советское время там находилось селение Староайнское (с 1950 по 1963 гг.), которое затем вновь вошло в состав города Красногорска. В настоящее время там располагается база отдыха Красногорского лесхоза. На юге между ним и районом «Автоколонна» находится кладбище.
- Автоколона (он же 8-ми летняя школа) — по отношению к остальному Красногорску находится на возвышенности вдоль восточного берега реки Айнской. Границы района — от Автоколонны на юге, до кладбища — на севере, с юго-востока к нему примыкает микрорайон «Северный». Основные улицы района — Вокзальная, Подгорная. В микрорайоне действовали восьмилетняя школа и Красногорская автоколонна, выполняющая вплоть до начала 2000-х гг. грузовые и пассажирские перевозки как по городу, так и по области.

## Факты
- Несмотря на то, что в начале 1938 года, в результате роста численности населения, были образованы не только село Михама-мура, но и городской муниципалитет — Тиннай, на советских военных картах того времени было указано вплоть до конца Второй мировой войны, в районе нынешнего Красногорска, только поселение — Райтиси[86].
- В период, с сентября 1945 по 18 ноября 1947 года, получил новое временное официальное наименование — Чиннай[23][24], вместо более правильного — Тиннай. Ошибка скорее всего была совершена переводчиками Южно-Сахалинского областного управления по гражданским делам временной военной администрации Южного Сахалина в 1945 году, при транскрибировании с японского на русский язык местных топонимов, вошла в повседневный обиход и официальные документы того времени. Изменять ошибку не стали, так как предстояло полностью переименовать все населенные пункты Южно-Сахалинской области и географические названия и дать им русские имена. Впоследствии ошибочное наименование Чиннай вошло не только в ряд энциклопедий СССР и России[25][26], но и устойчиво закрепилось в памяти местного населения, как исторический топоним.

## Современный Красногорск
|  |  |  |  |  |  |  |
|  |  |  |  |  |  |  |

## Исторический Красногорск (фотогалерея)
40-е годы XX века.
|  |
|  |

50-е годы XX века.
|  |
|  |

60-е годы XX века.
|  |  |  |  |
|  |  |  |  |

## Памятники японского периода (1905—1945 гг.) в Красногорске
|  |  |  |  |
|  |  |  |  |

### Словари
1. Красногорск, Сахалинская обл. Географические названия мира: Топонимический словарь. М: АСТ. Поспелов Е. М. 2001
2. Красногорск, Сахалинская область. Энциклопедический словарь в 2-х т., М., Советская энциклопедия,1962. т.2

### Исследования
1. Горбунов С. В. Памяти Мацуура Такэсиро // Краеведческий бюллетень. 1996. № 1. С. 86. См. также материалы передвижной выставки «По пути Мацуура Такэсиро», экспонированной в музеях Сахалинской области летом 1998 года.
2. К 105-летию с. Красногорска. Из истории села. Справка архива Томаринского городского округа.- Вести Томари.-2011 28.06. № 26
3. Лодзенко Н.Страницы истории. Город Красногорск. — Рассвет.- 2002. 10.10. № 41
4. Самарин И. А. Синтоистские храмы Карафуто. Вестник Сахалинского краеведческого музея. Южно-Сахалинск.1999
5. Чиннай (Красногорск) Историческая справка архива Томаринского городского округа.- Вести Томари.-2012 07.08 № 32